# Jakarta Mail
Jakarta Mail (früher JavaMail) ist eine Java-Programmierschnittstelle zum Plattform- und Protokoll-unabhängigen Senden und Empfangen von E-Mails. JavaMail unterstützt dabei die Standards SMTP, POP3 und IMAP.
Die JavaMail-API ist Teil der Java-EE-Plattform, kann aber auch als optionales Paket von der Java Standard Edition aus verwendet werden.
Seit 2. März 2009 ist JavaMail Open Source und kann als JavaMail-API-Referenz-Implementierung über das Projekt Kenai bezogen werden.

## Verwendung
Folgend ein Codefragment für die Verwendung von JavaMail 1.4.4 mit Nutzung eines SMTP-Servers. Die jeweiligen Daten sind beim Provider einzuholen.
```
final
 
Properties
 
props
 
=
 
new
 
Properties
();

props
.
put
(
"mail.smtp.host"
,
 
"SMTPHOST"
);

props
.
put
(
"mail.smtp.port"
,
 
"PORTNUMBER"
);

props
.
put
(
"mail.transport.protocol"
,
"smtp"
);

props
.
put
(
"mail.smtp.auth"
,
 
"true"
);

props
.
put
(
"mail.smtp.starttls.enable"
,
 
"true"
);

props
.
put
(
"mail.smtp.tls"
,
 
"true"
);

props
.
put
(
"mail.smtp.ssl.checkserveridentity"
,
 
"true"
);

final
 
javax
.
mail
.
Authenticator
 
auth
 
=
 
new
 
javax
.
mail
.
Authenticator
()
 
{

   
@Override

   
public
 
PasswordAuthentication
 
getPasswordAuthentication
()
 
{

      
return
 
new
 
PasswordAuthentication
(
"EXAMPLENAME@PROVIDER.COM"
,
"PASSWORD"
);

   
}

};

Session
 
session
 
=
 
Session
.
getDefaultInstance
(
props
,
 
auth
);

Message
 
msg
 
=
 
new
 
MimeMessage
(
session
);

msg
.
setFrom
(
new
 
InternetAddress
(
"EXAMPLENAME@PROVIDER.COM"
,
 
"EXAMPLENAME"
));

msg
.
addRecipient
(
Message
.
RecipientType
.
TO
,
 
new
 
InternetAddress
(
"TOEXAMPLE@EXAMPLEPROVIDER.COM"
,
 
"TOEXAMPLE"
));

msg
.
setSubject
(
"SUBJECT"
);

msg
.
setText
(
"THE MESSAGE"
);

msg
.
saveChanges
();

Transport
.
send
(
msg
);

```

## Alternativen
GNU-JavaMail ist eine weitere Open-Source-Implementierung der JavaMail-API. Es implementiert JavaMail 1.3 und neben den Protokollen SMTP, IMAP und POP3 auch NNTP, UNIX mbox und Dan Bernsteins Maildir-Format.